# 러시아 혁명 (1905년)
1905년 러시아 혁명(러시아어: Революция 1905 года в России, 영어: 1905 Russian Revolution)은 1905년에 발생한 피의 일요일 사건을 발단으로 하는 러시아 제국의 혁명이다. 1905년 혁명(Revolution of 1905) 또는 제1차 혁명이라고도 불리며, 제2차 혁명은 ‘2월 혁명’을 가리킨다. 특정 지도자가 있었던 것은 아니었고, 원인과 목적은 단순한 것은 아니었지만, 반정부 운동과 폭동이 러시아 제국 전역으로 확산되었다. 전국 총파업, 전함 포템킨의 반란 등으로 최고조에 이르렀지만 헌법 제정과 무력 진압으로 점차 진정되었고, 스톨리핀 총리의 1907년 6월 쿠데타로 종식되었다.

## 배경
소란이 러시아 제국에서는 일상적인 것이 되었다고는 해도, 1905년 이전까지 수십 년간 심각한 소동은 거의 없었다. 논란을 불러온 1861년 알렉산드르 2세의 농노 해방 이후, 정치에 대한 불만이 커지고 있었다. 농노 해방은 귀족에게 다년간 ‘배상금’과 법률 상 인정된 소소한 인민의 자유를 더 위험하게 만드는 불완전한 것이었다. 인민의 권리는 여전히 계급에 따라 엄격하게 규정된 의무와 규칙에 묶여 있었다.
농노 해방은 러시아가 봉건적 전제 정치에서 시장이 지배하는 자본주의로 천천히 이동하는 1860년대에 유일하게 시작된 정치, 법률, 사회, 경제적인 변화였다. 일련의 개혁은 경제, 사회, 문화를 구조적으로 풀어 놓았지만 정치 체제는 바꾸지 못했다. 개혁 시도는 군주제와 관료제도에 의해 강하게 억제되었다. 예를 들어 40개 이하의 지자체에서 실시한다고 합의한 개발도 제한되어 실시된 것은 50년이나 지난 후였다. 기대가 부풀어도 실행 과정에서 제약을 받았고 결국 반란으로 발전하도록 불만이 쌓였다. 반란에 참가한 사람들에게 ‘토지와 자유’의 요구는 혁명으로 실현할 수 있다는 생각이 싹을 틔웠다.
혁명 운동은 오로지 인텔리겐치아 활동에서 태어났다고 해도 과언이 아니었다. 이 운동은 ‘나로드니키’라고 불렸다. 이 운동은 개별적으로 진행된 것은 아니었지만, 각각의 주장에 따라 다양한 집단으로 나뉘어 갔다. 초기의 혁명 사상은 귀족인 알렉산드르 게르첸의 농노 해방 지원과 게르첸식 유럽 사회주의와 슬라브의 농민 공동체에 근원이 있었다. 게르첸식 러시아 사회는 여전히 산업화가 이뤄지지 않았다면 혁명이 일어나도 프롤레타리아가 없기 때문에 혁명에 의한 변동의 기본은 ‘나르드’(역주 : 인민)와 ‘오브스치나’(원주 : 농촌공동체)라고 하는 사상에 동조한 것이었다.
다른 사상가는 러시아 농촌이 매우 보수적이고, 다른 누구도 아닌 가족과 마을공동체를 소중히 하고 있다고 반박했다. 이러한 사상가들은 농민들은 자신의 토지 밖에 생각하지 않으며, 민주주의와 서양의 자유주의에 깊이 반대하고 있다고 생각했다. 이후 러시아의 사상은 이후 1917년 혁명에서 사용될 개념인 혁명의 지도적 계급이라는 생각에 이끌려 갔다.
1881년 3월 1일(음력), 알렉산드르 2세는 ‘토지와 자유’(Zemlya i volya)의 분파인 ‘인민의 의지’(Narodnaya volya)가 던진 폭탄에 의해 암살되었다. 그러나 극단적인 변혁을 원하지 않았던 콘스탄틴 포베도노스체프로부터 깊이 영향을 받는 대보수주의자 알렉산드르 3세가 짜르로 즉위했다.
알렉산드르 3세 치하의 러시아의 정치 경찰 부문(오흐라나 또는 오후란카)은 사실상 나라 안의 혁명 운동과 초기 민주화 운동 모두를 억압했다. 오후란카는 혁명 집단을 투옥하거나 추방하면서 탄압했다. 혁명 조직에 속한 사람들은 종종 억압을 피해 이주를 했다. 서구에 이주한 러시아인 사상가는 처음으로 마르크스주의를 접하게 되었다. 최초의 러시아인 마르크스주의 단체는 1884년에 결성되었지만, 1898년까지는 소규모 집단이었다.
1880년대와 1890년대의 사회 침체가 가져온 명확한 차이로 인해 당시 러시아의 낮은 기술 수준과 관련 산업화에 큰 근대화가 진행되었다. 이 성장은 이어 시베리아 철도 건설과 ‘비테 체제’에 의한 개혁으로 1890년대에 급격한 성장을 했다. 세르게이 비테는 1892년에 재무장관이 되었고, 끊임없는 재정 적자에 직면했다. 경제를 끌어올려 외국 투자를 유치함으로써 수익 증가를 도모했다. 1897년, 루블을 금본위제로 실시했다. 그러나 경제 성장은 모스크바, 상트페테르부르크, 우크라이나, 바쿠 등 몇 지역에만 집중되었다. 투자의 약 3분의 1은 외국에서 투자된 것으로 외국인 투자는 활기에 넘쳐 있었다.
1905년경 혁명 집단은 1880년대의 압제의 타격에서 회복했다. 마르크스주의의 러시아 사회민주노동당은 1898년에 결성되었지만, 1903년, 멘셰비키와 볼셰비키로 분열되었다. 블라디미르 레닌은 1902년에 《무엇을 할 것인가?》(Что делать?, What Is to Be Done?)를 출판했다. 사회혁명당은 1900년에 하르키우에서 창설되었고, ‘전투조직’은 1905년 많은 이후 유명 정치인을 암살했다. 표적이 된 사람들 중에는 내무장관으로 1902년에 암살된 드미트리 시퍄긴과 후임 뱌체슬라프 플레붸(1904년)도 있었다. 이러한 암살은 경찰에게 더욱 강한 권력을 주게 되었다.
러일 전쟁은 처음에는 널리 지지를 받았지만, 이미 전쟁은 패배를 했으며 전쟁 목적이 불명확하다는 생각이 인민에게 퍼져 있었다. 농노해방에 의한 심각한 불공평 다시 확인되게 된 농민은 전국의 모든 농장에 방화를 했다. 1890년대의 호황은 정체기에 들어갔고, 노동자들은 최악의 상황에 불만을 가지게 되었다. 1903년 서부 러시아군의 3분의 1이 ‘진압 활동’에 투입되었다.
니콜라이 2세기 1894년에 차르로 즉위했지만, 선대 알렉산드르 3세와 같은 정치 개혁은 일체 인정하지 않았다.

## 혁명
1905년 1월 22일(음력 1월 9일), ‘피의 일요일’로 알려진 이날 상트페테르부르크에서 행진이 시작되었다. 당시 상트페테르부르크를 떠나 있던 차르가 모르는 곳에서 동궁에 군대가 배치되었다. 사망자 수에 대해서는 다양한 추정이 있지만, 일반적으로는 1000명 안팎이 사망하거나 부상했다고 추정되었다.
이 사건은 러시아의 많은 단체가 저항 운동을 시작하는 계기가 되었다. 모두 각각의 목적이 유사한 계급 사이에서조차도 전체의 방향성은 없었다. 주요 활동가는 농민(경제문제), 노동자(경제 문제와 반산업화) 인텔리겐치아와 자유주의자(민권), 군대(차별과 경제 문제), 소규모 전국 조직(정치 문제와 문화 활동의 자유)이었다.

### 농촌의 소요
농민의 경제 상태는 처절한 상태였지만 통일된 지도자도 없이 각각의 운동체는 서로의 목표를 향해 달리고 있었다. 소요는 연중 확대되었고, 초여름과 가을에 걸쳐 활발해지다가 11월에 정점에 달했다. 소작농은 소작료를 낮춰달라고 요구했으며, 머슴은 임금 인상을 요구했고, 토지관리인은 소유지 확대를 요구했다. 토지의 강탈(때로는 폭력이나 방화가 벌어졌다)과 약탈, 숲에서 불법 수렵과 벌목이 이루어졌다. 사마라에서는 농민들이 자신들의 공화국을 만들고 정부군에 진압될 때까지 불법 벌채와 분배를 했다. 행동에 나타난 증오의 정도는 농민의 상태와 직접적 관련이 있었고, 흐로드나와 카우나스, 민스크 근교의 어느 정도 상황이 풍족한 지역에서는 거의 파괴 활동이 없었던 반면, 리보니아와 쿠를란트의 무산 대중은 습격과 방화를 자행했다. 전체 3,228건의 소요를 잠재우기 위하여 군대 투입이 필요했으며, 지주는 2900만 루블의 손해를 입었다.
러시아의 급진 정당은 농촌의 소요에 빠르게 침투해 갔다. 5월의 전국 러시아 농민연합 결성으로 연결되는 농민 활동을 조직하고, 조정협의회를 결성하려는 움직임이 있었다. 이 협의회는 지역 대표로 구성되었으며, 사회혁명당과 긴밀한 관계가 있었지만, 현실적이고 일관된 요구를 내놓지 못했다.
1905년의 사건 이후 농촌의 소요 사태는 1906년에 재발하였다가, 1908년에 종식되었다. 정부가 양보한 것은 토지의 재분배를 정부가 지원한 것으로 보였으며, 따라서 토지관리인과 ‘농민이 아닌’ 지주를 내쫓고 습격을 일삼았다. 전국적인 토지 재분배는 당장이라도 이뤄질 것으로 보였고, 농민들은 재분배는 이미 정해진 것처럼 받아들였다. 농민들은 심게 억압되어 있는 상태였다.

### 파업
| 년도      | 연간 파업 평균 |
| --------- | -------------- |
| 1862-9    | 6              |
| 1870-84   | 20             |
| 1885-94   | 33             |
| 1895-1905 | 176            |

저항 운동에 참여하는 근로자의 수단은 파업이었다. 피의 일요일 사건이 일어나자 즉시 상트페테르부르크에서는 대규모 파업이 일어났고, 40만 명이 넘는 노동자가 1월 말까지 참여했다. 이 파업은 곧 폴란드와 핀란드, 발트해 지역의 공업 지대로 전파되었다. 리가에서 시위자 80명이 1월 13일(음력)에 살해당하고 며칠 후 바르샤바에서 100명이 넘는 파업 참가자가 길거리에서 사살되었다. 파업은 2월경에는 캅카스에서, 4월경에는 우랄 지방까지 퍼져서 일어나게 되었다. 3월 학생들이 파업에 동조했기 때문에 고등교육 기관은 모두 강제로 연내까지 폐쇄되었다. 10월 8일 (음력) 철도 노동자들의 파업은 순식간 상트페테르부르크와 모스크바의 총파업으로 발전했다. 단기간이지만 200개가 넘는 공장에서 파업을 조직하는 노동자협의회인 상트페테르부르크 소비에트(대부분 참가자가 멘셰비키)가 결성되게 되었다. 10월 13일(음력), 200만 명에 이르는 노동자들이 파업에 참여했으나, 철도 노동자는 거의 없었다.

### 암살
1901년부터 1911년까지 혁명 운동에 의해 1만 7000명(1905년에서 1907년까지 9,000명)이 사망했다. 경찰 통계에 따르면, 1905년 2월부터 1906년 5월에 걸쳐 살해당한 인원은 다음과 같았다.
- 총독, 주지사, 시장　8명
- 부지사와 그벨니야 (역주 : 당시의 행정 구분의 하나) 의원 5명
- 경찰 본부 장관 21명
- 국가 헌병 장교 8명
- 장군 4명
- 장교 7명
- 다양한 계급의 경찰관 846명
- 비밀경찰 (오후란카) 경찰관 18명
- 신부 12명
- 공무원 85명
- 지주 51명
- 공장 소유자 54명
- 은행과 자산이 있는 상인 29명

사회민주노동당, 사회혁명당, 아나키스트의 무장 집단과 ‘독불 장군 테러리스트’에 의한 암살이 이루어졌다. 사회혁명당의 ‘전투조직’(Boevaia Organizatsiia)에 의해 1905년 이후 유명한 정치가가 많이 암살을 당했으며, 그 가운데는 내무장관 두 사람(드미트리 시퍄긴(1902년)과 후임 뱌체슬라프 플레붸 (1904년)도 있었다.

## 결과

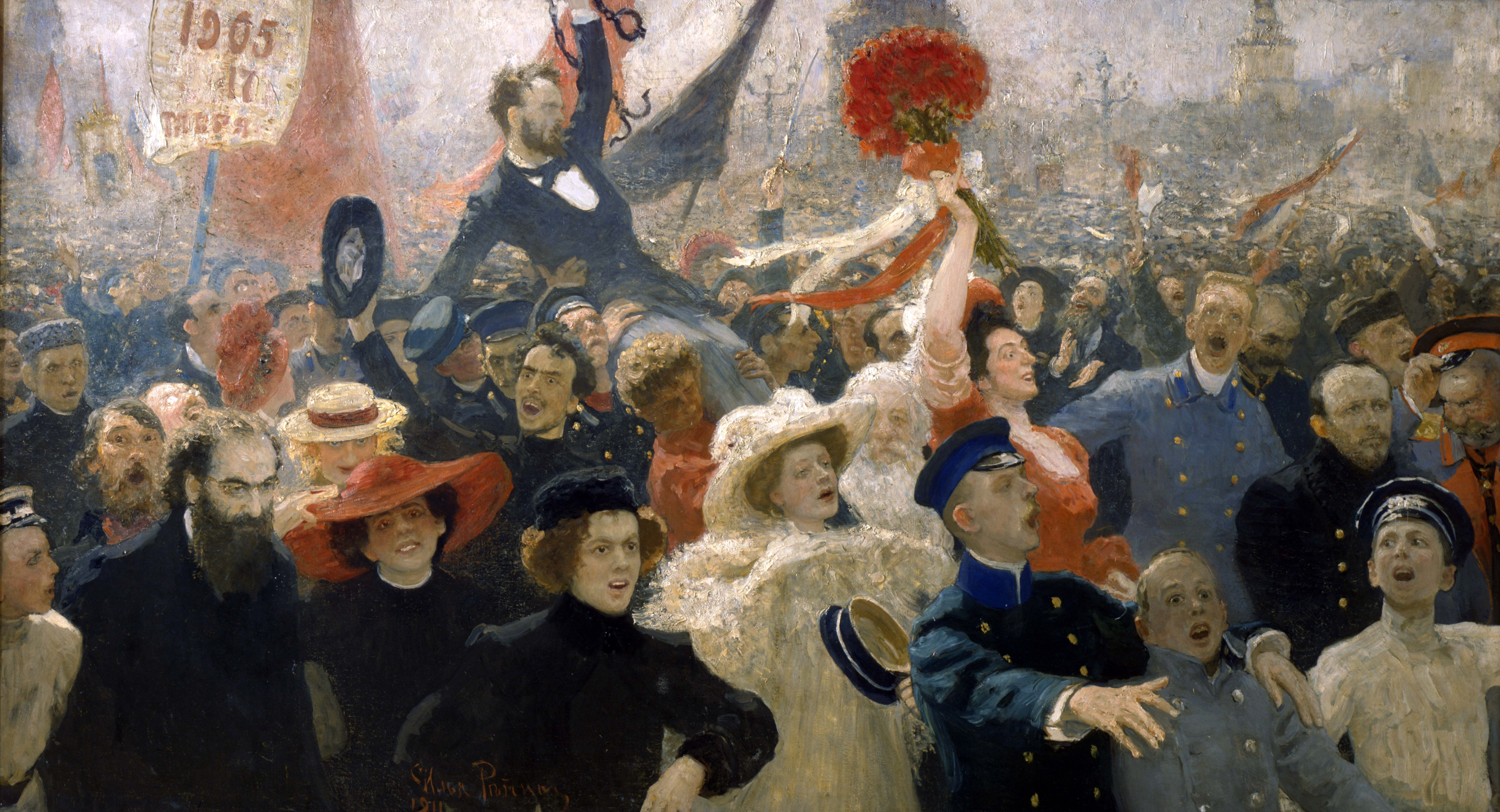
일리야 레핀, 1905년 10월 17일

정부의 대응은 매우 빨랐다. 황제는 큰 변혁은 막아야 한다는 생각에서 1월 18일(음력) 스비아토폴크 미르스키를 해임하고 후임에 알렉산드르 불리긴을 임명했다. 삼촌이었던 모스크바 총독 세르게이 대공이 2월 4일(음력)에 암살되자 약간의 양보에 응했다. 2월 18일(음력) 황제는 〈불리긴 선언〉을 발표했다. 이 선언은 ‘황제를 보필하는’ 의회 창설, 종교의 자유를 인정했고, 폴란드가 폴란드어를 사용하는 농민의 변제금의 감액을 인정하였다. 위의 양보로도 질서를 회복하지 못하자, 2월 6일(음력), 황제의 자문에 응할 두마의 창설에 응했다. 두마의 권한이 너무 작아서 선거권에 제한이 가해지고 있는 것으로 밝혀지자 소요는 더욱 격화되었고 10월에는 총파업으로까지 발전했다.
10월 14일 (음력), 〈10월 선언〉의 초안을 세르게이 비테와 알렉시스 오보렌스키가 황제에게 제출했다. 선언은 9월 젬스토보 의회(러시아의 지방 의회)가 요구한 기본적인 민권 승인, 정당 결성의 허가, 보통선거를 지향하는 선거권 확대를 다룬 내용이었다. 차르는 3일에 걸쳐 논의했지만 학살을 피하고 싶은 황제의 의지와 러일 전쟁의 패배로 다른 조치를 취할 군대가 부족한 상황이었기 때문에 결국 1905년 10월 30일(음력 10월 17일) 선언에 서명을 했다. 황제는 서명한 것이 억울하다 싶어 “이번 배신행위는 부끄럽고 아픈 것 같다”고 말했다.
선언이 발표되자 모든 주요 도시에서 선언을 지지하는 자발적인 시위가 일어났다. 상트페테르부르크 등의 파업은 공식적으로 종료하거나 빠르게 소멸했고, 사면도 이루어졌다. 양보는 소요에 대한 새로운 잔인한 반동을 내포하고 있었다. 공공연히 반유대주의 공격을 행하는 보수층의 역습도 있었고, 오데사에서는 하루에 약 500명이 피살되었다. 차르 자신은 혁명 운동에 참여한 90%는 유대인이라고 말했다.
모스크바에서 발발한 것을 마지막으로 12월에 폭동은 끝났다. 12월 5일부터 7일까지 (음력) 볼셰비키는 노동자들에 대한 협박과 폭력으로 총파업을 강행했다. 정부는 7일에 병력을 보내 시가전이 시작되었다. 1주일 후, 세메노프스키 연대가 시위를 분쇄하기 위해 대포를 사용하여 노동자들이 점거하는 지역을 포격했다. 12월 18일 (음력) 약 1000명이 사망하고 도시는 폐허가 되었고, 볼셰비키는 투항했다. 그 보복으로 수없이 많은 사람들이 구타를 당하고, 살해되었다.

## 파급
결성된 정당으로는 자유주의 지식인 정당이었던 ‘입헌민주당’(카데트), 농민을 지도자로 하는 ‘노동단’(토르도비키), 자유주의에 소극적인 ‘10월 17일 연합’(옥테야브리스토우이), 개혁에 호의적인 ‘지주 조합’이 있었다.
1905년 12월에 25세 이상 시민을 네 계층으로 나누어 선거권을 인정하는 선거법이 공포되었다. 두마의 첫 선거는 1906년 3월에 실시되었고, 사회주의자와 에스 엘, 볼셰비키가 기권했다. 최초의 두마 의석은 커데트가 170석, 톨루도비키가 90석, 무소속 농민 대표가 100석, 다양한 경향을 가진 민족주의자들이 63석, 옥테야브리스투이가 16석이었다.
1906년 4월 정부는 새로운 질서에 제한을 가해 기본법을 공포했다. 차르는 전제 군주로서 행정, 외교, 교회, 군사를 완전히 지배하는 것으로 확인되었다. 두마는 차르가 임명하는 평의회보다 하위의 회의가 되었다. 두마는 법안을 승인하여야 하며, 평의회와 차르가 법이며, ‘예외적으로’ 정부는 두마에서 심의할 수 있었다.
같은 해 4월, 세르게이 비테는 러시아 재정의 구조 조정을 위해 약 9억 루블의 차입 협상을 완료하면서 사임했다. 황제는 비테에게 ‘불신’을 품은 것으로 보였다. 이후 ‘러시아 제국 말기의 가장 뛰어난 정치인’으로 알려진 비테의 후임으로 황제의 하수인 이반 고레미킨이 임명되었다.
더욱 자유화의 요구가 높아진 운동가들로 인해 강령에 의해 최초의 두마는 1906년 7월에 황제의 명령으로 해산되었다. 카데트가 원하는 정부가 두려워한 것 치고는 민중의 대대적인 반응은 없었다. 그러나 표트르 스톨리핀의 암살 미수로 테러리스트에 대한 공개 재판이 시작되었고, 8개월 이상에 걸쳐 1000명이 넘는 사람들이 교수형에 처해졌다. (교수대는 ‘스톨리핀의 넥타이(Столы́пинский га́лстук)’로 별칭되었다.)
본질에 있어서 러시아는 변함없이 권력은 황제가 쥐고 있었고, 부와 토지는 귀족이 계속 소유하고 있었다. 하지만 두마의 창설과 탄압은 혁명 단체를 붕괴시키는데 일단 성공했다. 두마에 참여한 지도자들은 수감되거나 망명 조직은 혼란과 방황을 경험했다. 상기에 의해 일어난 분열은 제1차 세계 대전이 일어날 때까지 개인의 활동은 과격파로 이어졌다.

### 핀란드
핀란드 대공국에서는 1905년의 총파업에 따라 4 계급의 의회가 폐지되어 현대 핀란드 의회가 설립되었다. 그로인해 1899년에 시작된 러시아화 정책이 일시 중단되게 되었다. 핀란드에서는 전년인 1904년 6월 17일, 핀란드 총독 니콜라이 보브리코프가 암살되는 등 민족주의가 높아지고 있었고, 제정에 대한 반발이 확산되고 있었다.

## 같이 보기
- 시민 혁명